# دوغ سميث (لاعب كرة قدم أمريكية أمريكي)
دوغ سميث (بالإنجليزية: Doug Smith) هو لاعب كرة قدم أمريكية أمريكي، ولد في 25 نوفمبر 1956 في كولومبوس في الولايات المتحدة.

## وصلات خارجية
- دوغ سميث على موقع مرجع كرة القدم المحترفة.كوم (الإنجليزية)